# Manoel Urbano
Manoel Urbano este un oraș în unitatea federativă Acre (AC) din Brazilia. La recensămânul din 2007, localitatea Manoel Urbano a avut o populație de 7,148 de locuitori. Suprafața localității Manoel Urbano este de 9,387 km².